# Marc Pritzen
Mark Oliver Pritzen, né le 11 août 1999 à Windhoek en Namibie, est un coureur cycliste sud-africain.

## Biographie
En février 2019, il termine neuvième du championnat d'Afrique sur route, et remporte le titre chez les moins de 23 ans. En 2020, il se classe deuxième du championnat d'Afrique du Sud du contre-la-montre espoirs.
En mars 2021, il devient champion d'Afrique du Sud sur route chez les élites et les espoirs. Il remporte également le championnat d'Afrique du Sud du contre-la-montre espoirs.

## Palmarès et résultats

### Palmarès par année
- 2018
  - Kremetart Cycle Race
  - 2e étape de la Bestmed Jock Classic
  - Namibian Cycle Classic
- 2019
  -  Champion d'Afrique du Sud sur route espoirs
  - Ride for Sight
  - Tour de Bonne-Espérance :
    - Classement général
    - 5e étape

  - Tour de Windhoek :
    - Classement général
    - 1re et 4e étapes

  - 947 Ride Joburg
- 2020
  - 2e du championnat d'Afrique du Sud du contre-la-montre espoirs
- 2021
  -  Champion d'Afrique du Sud sur route
  -  Champion d'Afrique du Sud sur route espoirs
  -  Champion d'Afrique du Sud du contre-la-montre espoirs
- 2022
  - Tour de Windhoek :
    - Classement général
    - 2e étape (contre-la-montre par équipes)

  - Cape Town Cycle Tour
  - Jock Classic
  - Mpumalanga Tour :
    - Classement général
    - 1re, 2e, 4e et 5e étapes

  - Rand Water Race
  - Satellite Challenge
  - Amashova Durban Classic
  - 3e du championnat d'Afrique du Sud sur route
- 2024
  - 4e étape du Tour du Cap
  - Prologue du Tour de Maurice
  - 2e du Tour du Cap

### Classements mondiaux
| Année                                 | 2018  | 2019  | 2020  | 2021 | 2022 | 2023  | 2024  |
| ------------------------------------- | ----- | ----- | ----- | ---- | ---- | ----- | ----- |
| Classement mondial                    | 2649e | 1068e | 1000e | 476e | 866e | 2311e | 1373e |
| UCI Africa Tour                       | 205e  | 54e   | 36e   | 15e  | 37e  | nc    | nc    |
|                                       |       |       |       |      |      |       |       |
| Légende : nc = non classéSource : UCI |       |       |       |      |      |       |       |